# Tête de Moine
Tête de Moine (Frans voor monnikshoofd) is een Zwitserse kaas uit de Berner Jura, het Franstalige deel van Kanton Bern, die gemaakt wordt uit onbehandelde koemelk.
De kaas kent zijn oorsprong bij de monniken van Abbaye de Bellelay in Saicourt. Daar zijn al meldingen van de kaas uit 1192. Tegenwoordig wordt de kaas gemaakt door een beperkt aantal producenten. Sinds 2001 is de kaas toegelaten als beschermd lokaal product (appellation d'origine protégée) onder de naam Tête de Moine, Fromage de Bellelay.
De Tête de Moine is halfhard, donkergeel met een bruingele geribbelde korst. De kaas wordt niet gesneden, maar geschaafd, tegenwoordig meestal met de in 1982 ontworpen girolle. De korst valt bij het schaven in stukjes uit elkaar, en de kaas vormt zich tot rozetjes.